# Monasterio de San Gevork
El Monasterio de San Gevork o Monasterio de San Jorge de Mughni (armenio: Սուրբ Գեւորգ Եկեղեցի o Սուրբ Գեւորգ Վանք ; pronunciado Surp Gevork) está situado junto a la carretera principal que atraviesa el pueblo de Mughni, cerca de Ashtarak, en la provincia armenia de Aragatsotn. Se construyó para albergar algunos de los restos de San Jorge, que era conocido como el "Matador de Dragones".

## Arquitectura
La iglesia de San Gevork se encuentra dentro de un monasterio amurallado rectangular. Tiene un único tambor cilíndrico que destaca por el patrón de rayas horizontales alternas que lo rodea, y una cúpula cónica tipo paraguas encima. El patrón de rayas se repite en la parte interior de la cúpula. La fachada frontal está formada por un pasillo de tres arcos con un arco a cada lado adyacente que conduce por debajo de un campanario. El campanario está formado por dieciséis columnas igualmente espaciadas con una cantidad igual de arcos más pequeños que soportan el peso de la cúpula de arriba.
Un portal principal conduce a la iglesia, decorado con un dintel arqueado y el marco de la puerta intrincadamente tallados. Otro portal más pequeño se encuentra en la fachada, a la derecha de la parte delantera de la iglesia. Está tallado casi con la misma minuciosidad que la puerta de la entrada principal.
Muchas partes de la mampostería de la iglesia de San Gevork utilizan dos colores de piedra: una toba gris más oscura y una toba de color albaricoque. En particular, los portales, el tambor, los picos de las fachadas y los capiteles de las columnas rectangulares de la triple arcada de enfrente están acentuados por la alternancia de colores de la piedra.
En el interior de la iglesia hay numerosos frescos religiosos alrededor del ábside y en la pared izquierda que conduce a la tumba de San Jorge, de quien toma el nombre la iglesia. Lo más probable es que fueran pintados en el siglo XVII por Naghash Hovnatan, cuyas otras obras incluyen la decoración de la catedral de Etchmiadzin y otras iglesias cercanas a Ereván y Agulis. En una sala adyacente al ábside se encuentra una tumba de mármol con una piedra semicircular de mármol verde en la parte superior, desgastada por las muchas personas que la han tocado. Se dice que procede de Jerusalén. Una capilla construida en el siglo VI sirvió en su día para albergar los restos de San Jorge, pero fue sustituida posteriormente por la iglesia de San Gevork.

## Galería

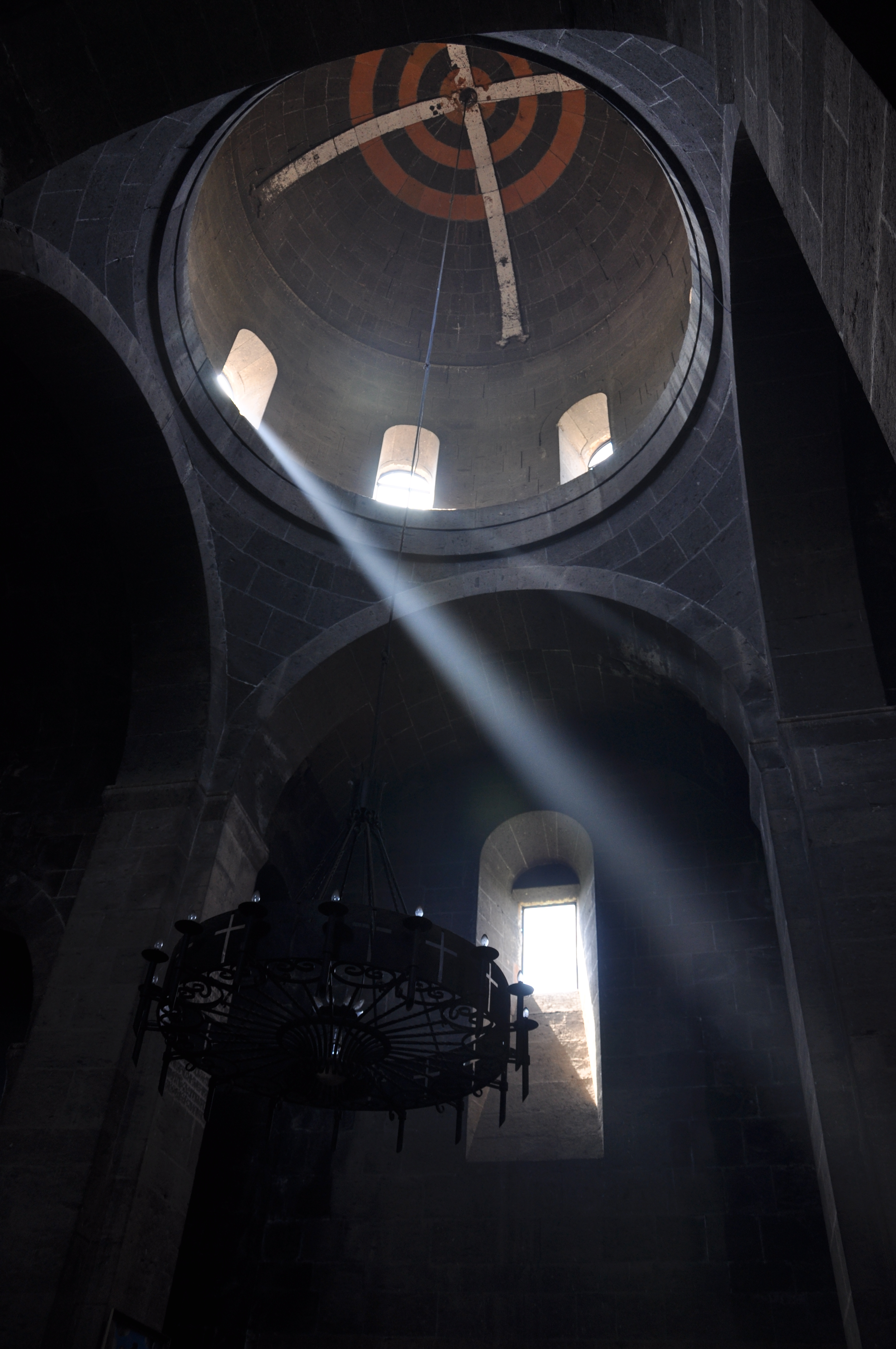
Interior de la cúpula.
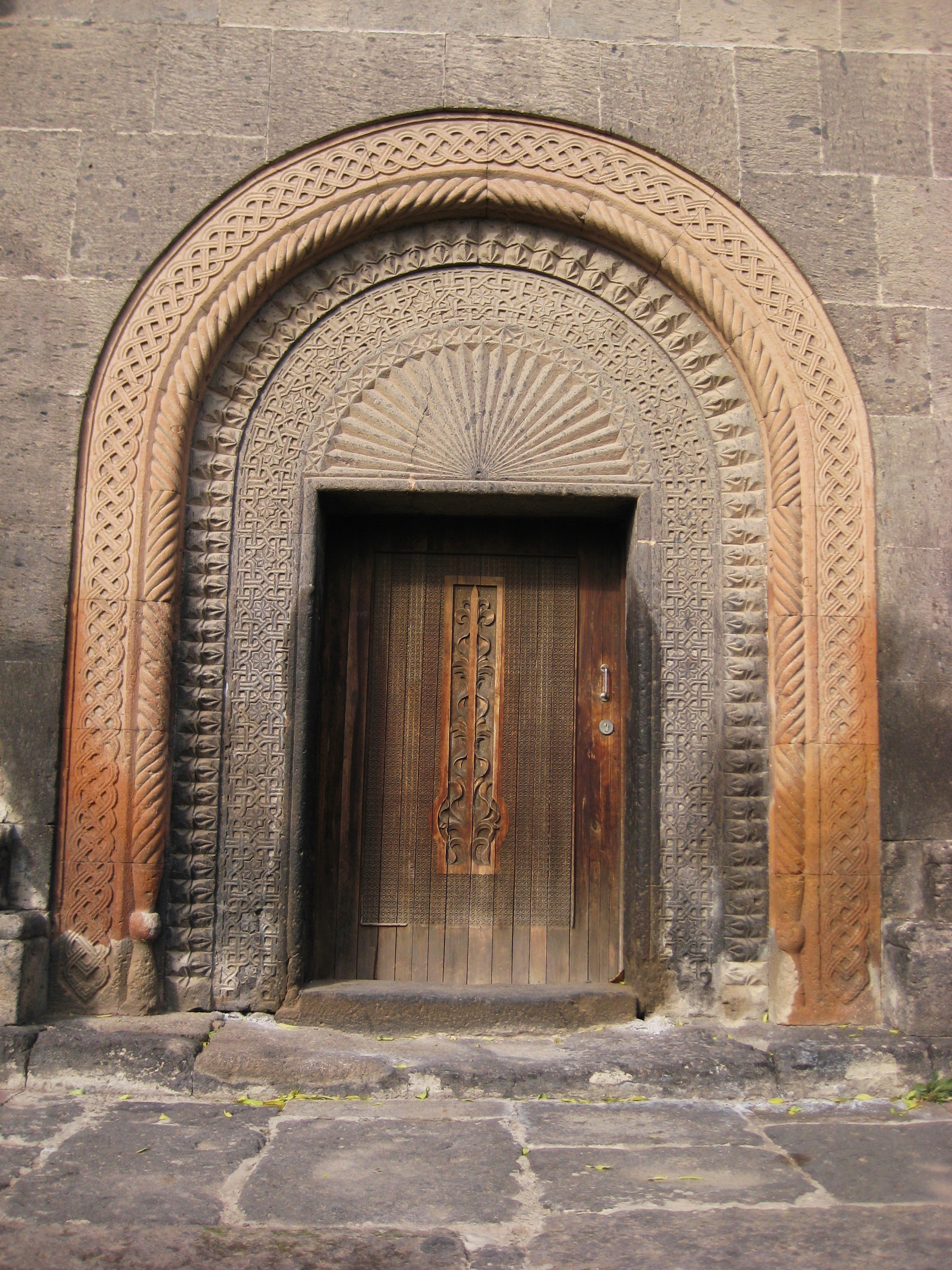
Portal lateral de la iglesia
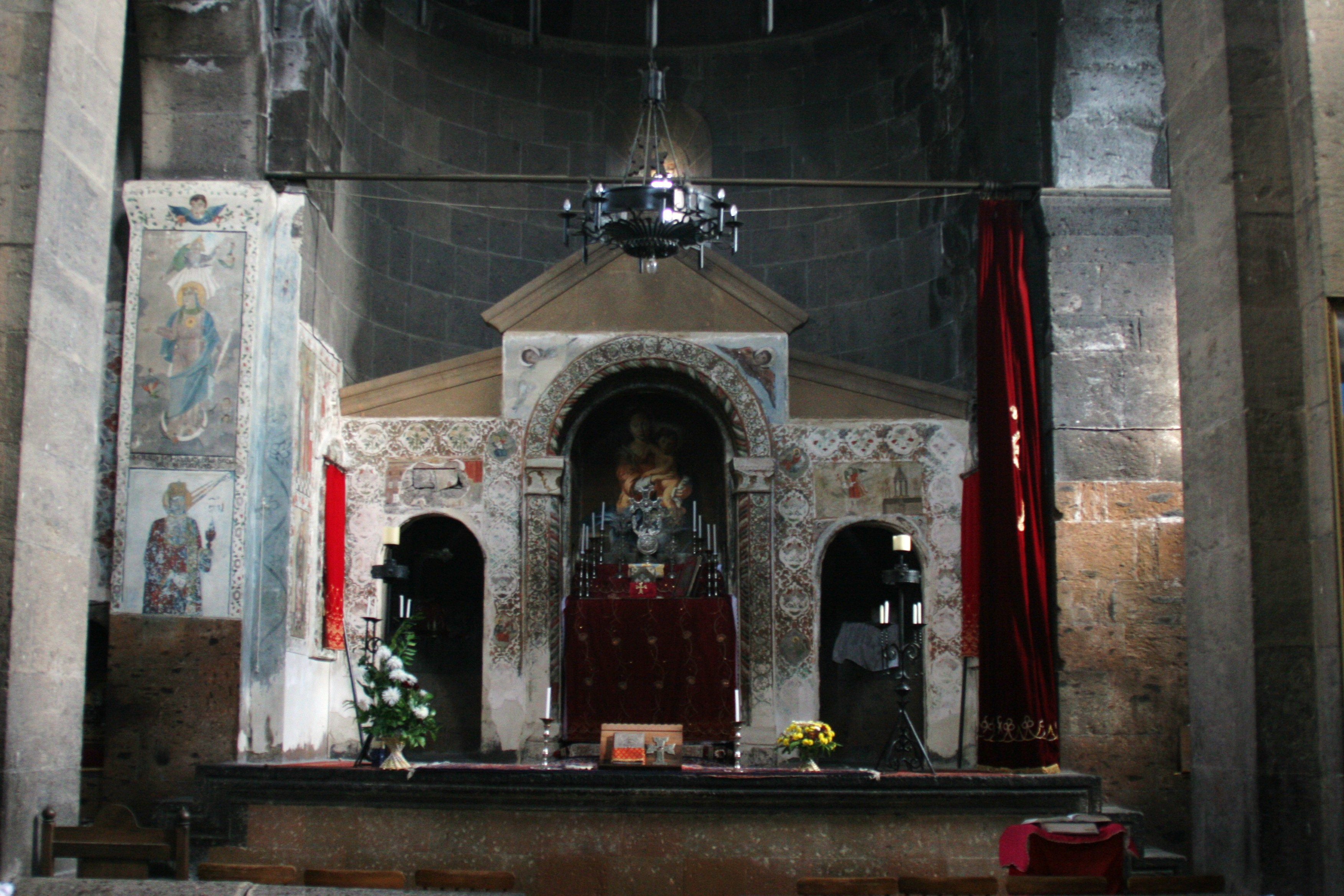
Frescos interiores en el ábside
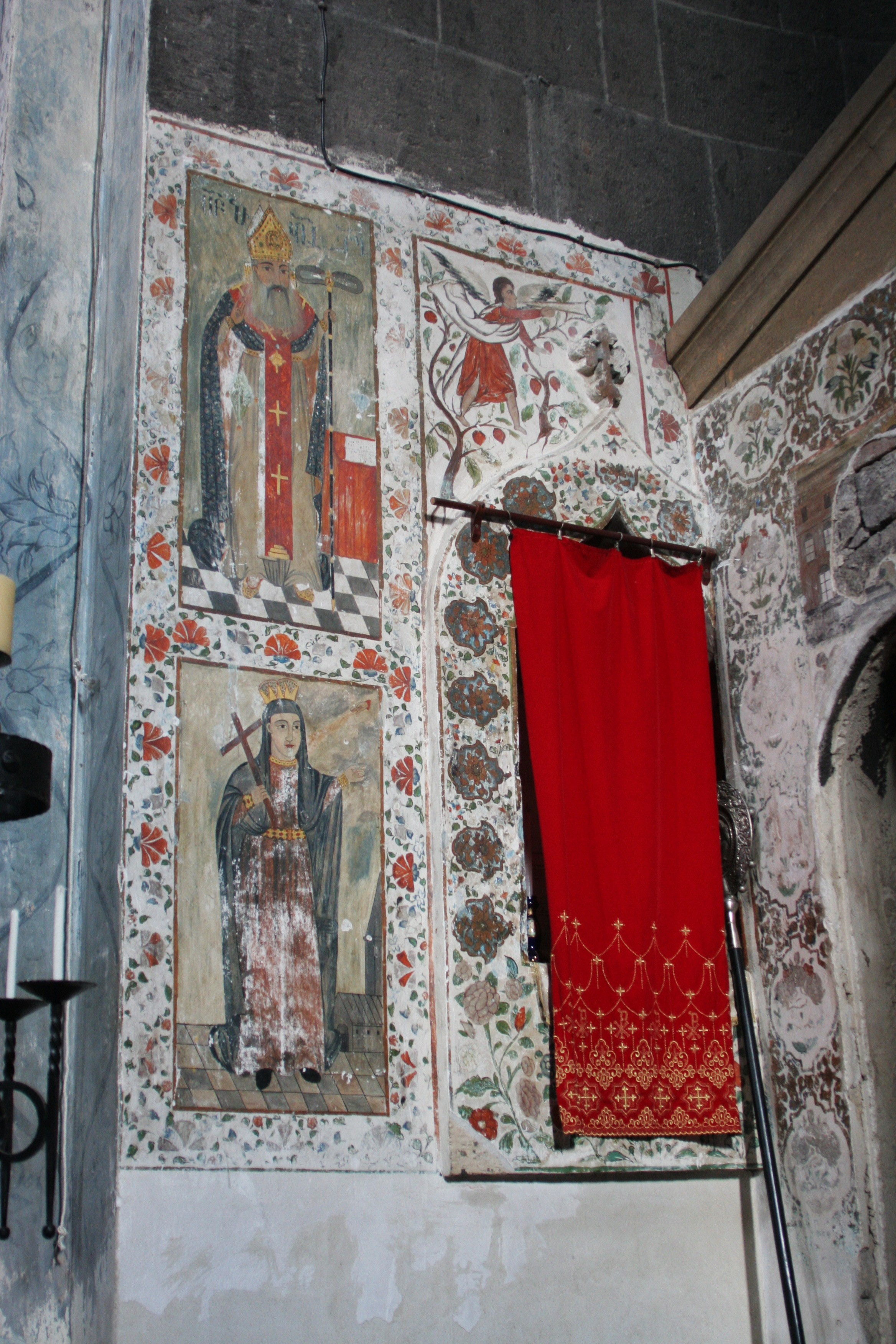
Frescos interiores
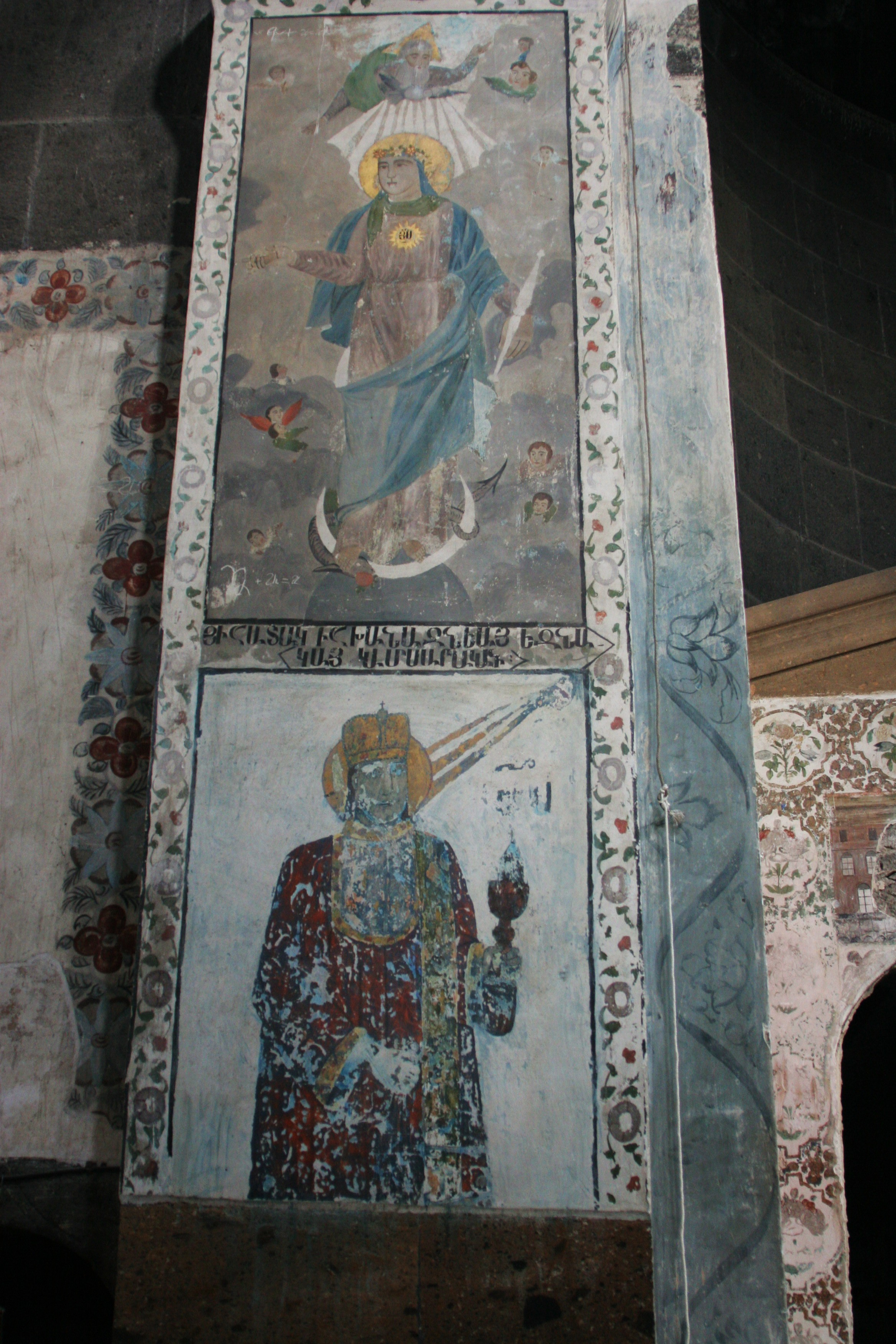
Frescos interiores
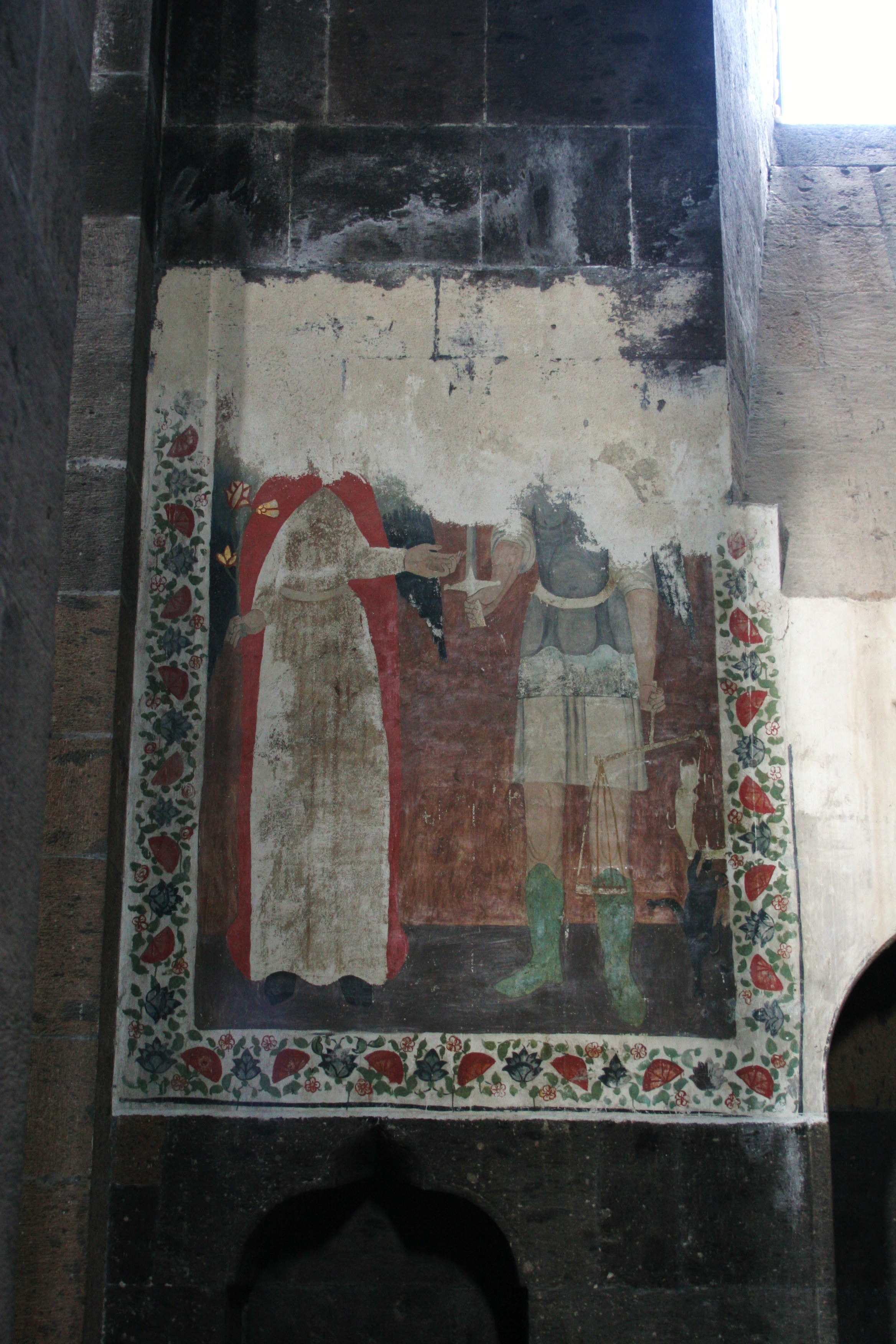
Frescos interiores
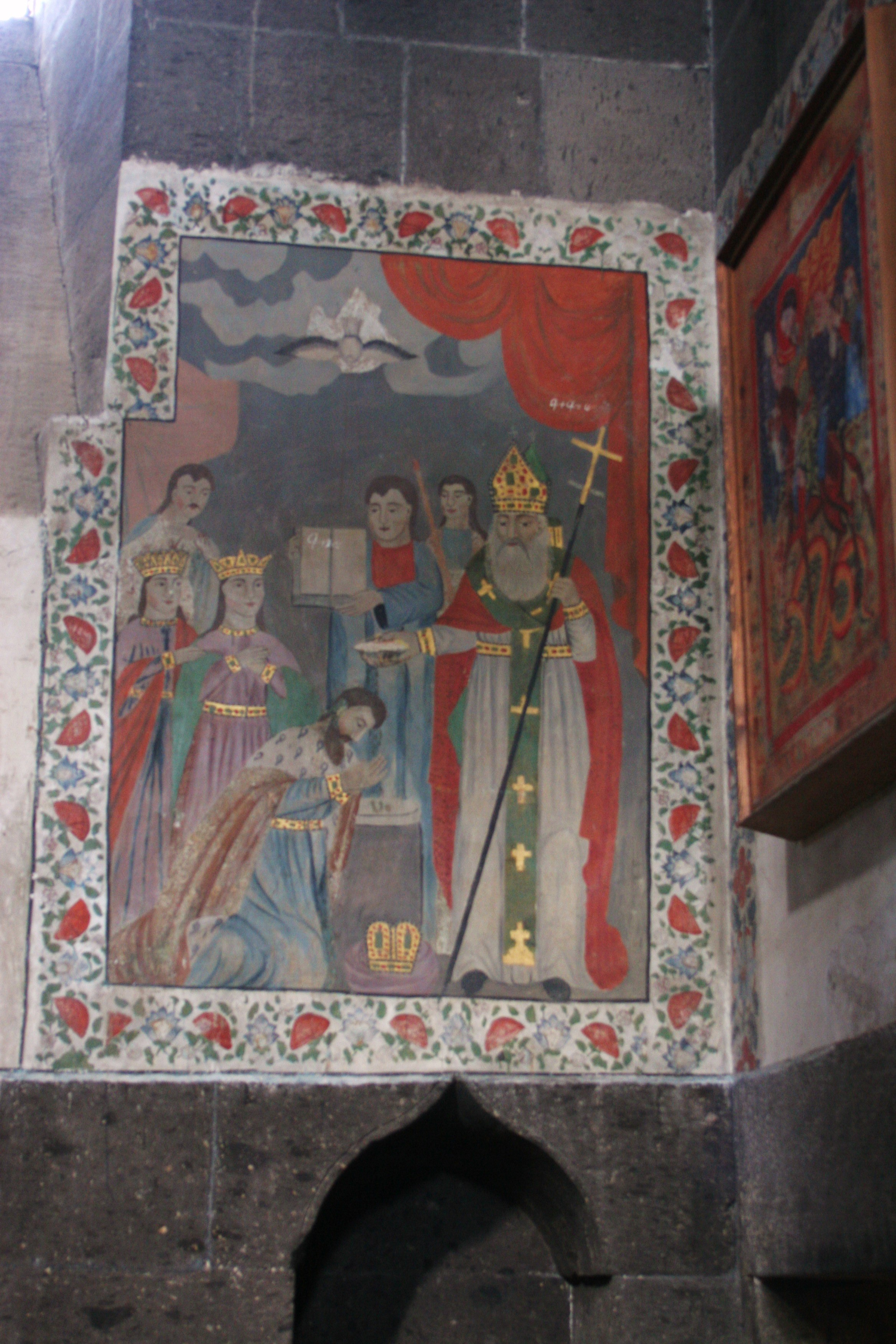
Frescos interiores
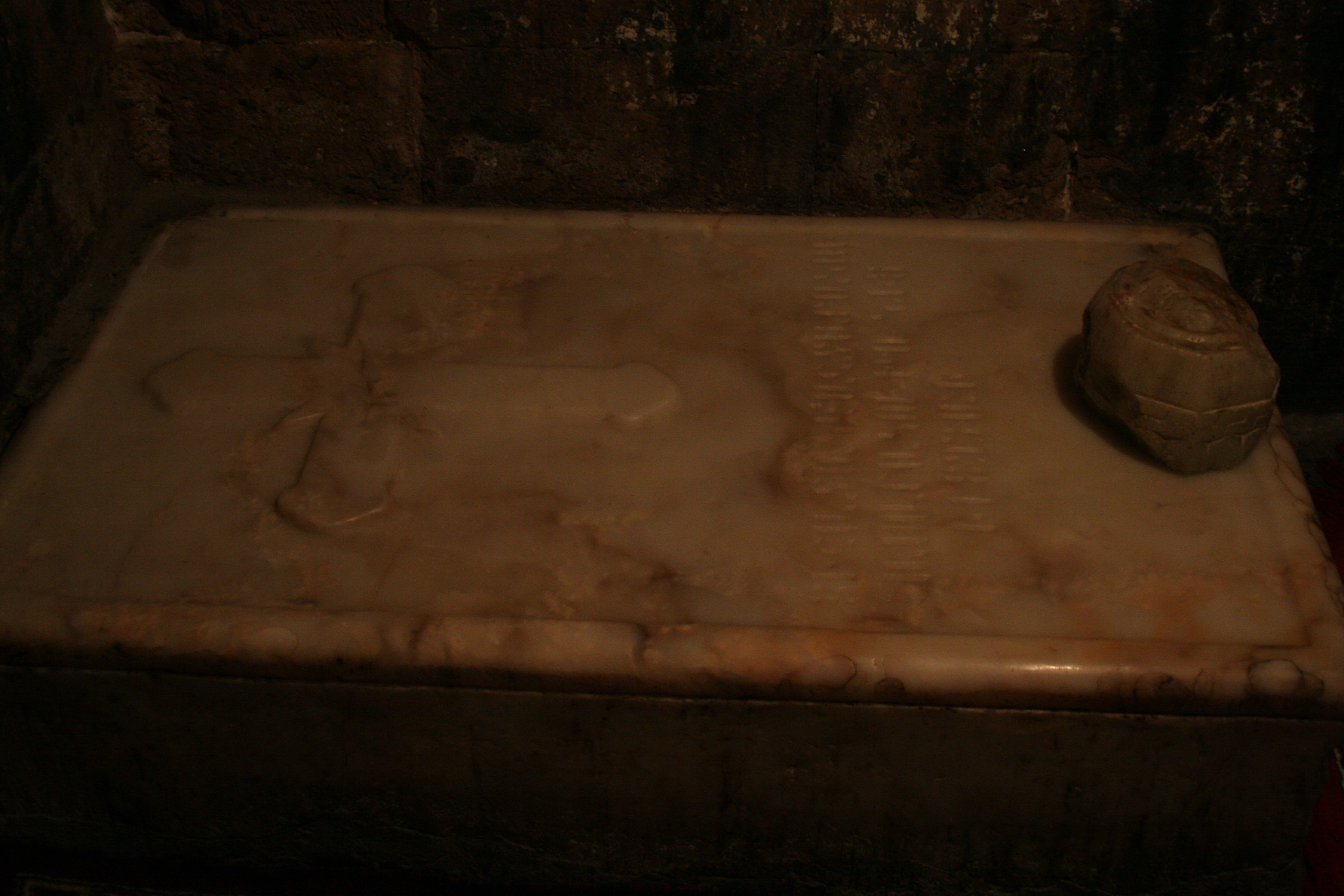
La tumba de San Jorge dentro de la iglesia. Se dice que la piedra que está encima es de Jerusalén.